# James Fitz-Allen Mitchell

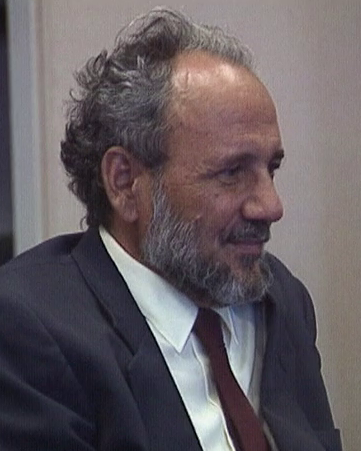
James Fitz-Allen Mitchell (1994)

Sir James Fitz-Allen Mitchell (* 15. Mai 1931 in Bequia; † 23. November 2021 in Kingstown) war ein Politiker aus St. Vincent und die Grenadinen.

## Biografie
Mitchell, ein Cousin des dreimaligen Premierministers von St. Lucia Sir John George Melvin Compton, wurde 1966 erstmals zum Abgeordneten des Parlaments gewählt. Zwischen 1967 und 1972 war er Minister für Handel, Landwirtschaft, Tourismus und Arbeit in der Regierung von Chefminister Robert Milton Cato.
Nachdem im April 1972 die St. Vincent Labour Party (SVLP) Catos die Wahlen gegen ein von Mitchell geführtes Parteienbündnis verlor, wurde Mitchell selbst Premier. Im Dezember 1974 gelang der SVLP bei den vorgezogenen Neuwahlen jedoch ein Sieg gegen Mitchell, so dass ihn Cato am 8. Dezember 1974 als Premier wiederum ablöste.
1975 wurde Mitchell Vorsitzender der New Democratic Party (NDP), die er bei den Wahlen von 1984 zum Sieg führte. Die NDP gewann dabei 9 der 13 Sitze in der Legislativversammlung, so dass Mitchell am 30. Juli 1984 erneut Nachfolger von Cato als Premierminister wurde. Dabei gelang es ihm die folgenden Parlamentswahlen ebenfalls zu gewinnen. Nach seiner vierten Wiederwahl in Folge am 15. Juni 1998 trat er nach sechzehnjähriger Regierungszeit am 27. Oktober 2000 zurück. Neuer Premierminister wurde daraufhin Arnhim Ulric Eustace.
Für seine Verdienste wurde er 1985 Privy Councillor und 1995 als Knight Commander des Order of St Michael and St George in den Adelsstand erhoben und führte seitdem den Namenszusatz „Sir“.